# Phragmipedium besseae
Phragmipedium besseae é uma espécie de orquídea (Orchidaceae) da América do Sul.